# Ophiocentrus novaezelandiae
Ophiocentrus novaezelandiae är en ormstjärneart som beskrevs av Gislen 1926. Ophiocentrus novaezelandiae ingår i släktet Ophiocentrus och familjen trådormstjärnor. Inga underarter finns listade i Catalogue of Life.